# 旅ウェブ
旅ウェブ（たびうぇぶ）は、ホテルクーポンや格安航空券、パッケージツアーの販売を主な事業としていたウェブサイトの名称で、運営会社は株式会社旅キャピタルであった。以前の運営会社は旅ウェブ株式会社（設立は2000年11月16日）。旅キャピタルのウェブサイト「旅ウェブ」により、インターネット上での販売を行っていた。運営会社が旅ウェブの頃は別のウェブサイト「ヴィクトリーツアー」でも取り扱いをしていたが、「旅ウェブ」との統合のため2007年2月27日をもって終了した。
2008年1月23日に旅ウェブ株式会社は旅行業務を旅キャピタルに譲渡した。

## 概要
- 社名　株式会社旅キャピタル
- 登録　観光庁長官登録旅行業第1872号
- 資本金　1億9,500万円(2009年9月現在)
- 従業員数　70名
- 代表取締役社長　吉村英毅
- 所在地　東京都港区芝3-5-5 芝公園ビル6F

## 2008年1月22日までの概要
- 社名　旅ウェブ株式会社
- 登録　国土交通大臣登録旅行業第1778号
- 資本金　2億円
- 従業員数　27名
- 代表取締役社長　肥後愛樹
- 所在地　神奈川県横浜市港北区新横浜3-8-11 KDX新横浜381ビル 2F